# Gränsen
Bên kia biên giới (tiếng Thụy Điển: Gränsen, tiếng Anh: Beyond the border) là một bộ phim tâm lý - hành động của đạo diễn Richard Holm, sản xuất vào năm 2011.

## Nội dung
Một đêm tối tháng 12 năm 1942, hai binh sĩ trẻ người Thụy Điển đã rời khỏi căn cứ, không ai biết rằng họ đi đâu nhưng có một điều đáng tiếc là trên đường đi họ đã vô tình vượt qua biên giới Na Uy, nơi đang bị Đức Quốc xã chiếm đóng. Một người bị quân Đức bắn chết, còn người kia tên là Sven Stenström bị bắt và giải đi. Sáng hôm sau, anh trai của Sven là trung úy Aron Stenström cùng nhiều người lính khác đã quyết định phải đi tìm bằng được Sven, họ không biết rằng phía bên kia đường biên giới là hàng trăm quân SS của Đức đang tuần tra gắt gao.

## Phân vai
- André Sjöberg - Trung úy Aron Stenström
- Antti Reini - Hạ sỹ Wille Järvinen
- Bjørn Sundquist - Egil
- Johan Hedenberg - Thiếu tá Adolfsson
- Marie Robertson - Karin Lindström
- Martin Wallström - Sven Stenström
- Rasmus Troedsson - Đại úy Keller
- Henrik Norlén - Binh nhì Wicksell
- Jonas Karlström - Binh nhì Bergström